# Procyanidine C1
La procyanidine C1 est une procyanidine, un type de tanins condensés. C'est un trimère formé de trois molécules d'épicatéchine liées entre elles par des liaisons 4β→8.
On trouve le composé dans le raisin (Vitis vinifera).